# Sfv
Le Simple File Verification (SFV) est un format de fichier créé pour permettre le stockage d'une somme de contrôle (le contrôle de redondance cyclique : CRC32 checksums) et ainsi permettre la vérification de l'intégrité d'un ou plusieurs fichiers.
Le système SFV est utilisé pour vérifier que les fichiers contrôlés ne sont pas corrompus mais il ne permet pas de vérifier leur authenticité.
L'extension .sfv est usuellement utilisée pour les fichiers type SFV.